# Ibykos
Ibykos (6. století př. n. l.) byl řecký básník. Pocházel z jižní Itálie (Magna Graecia). Pobýval na dvoře samoského vládce Polykrata. Z jeho díla se dochovalo jenom několik veršů z lyrickoepických hymnů na mytologické postavy, a také velmi emotivní sborové milostné lyriky, přičítáno mu ale bylo sedm knih veršů. Nejvíce proslul erotickými písněmi věnovanými chlapcům. Ve své tvorbě napodoboval básníka Stesichora, a to jak po stránce formální, tak po stránce obsahové. Málo je známo také o jeho životě. Pocházel z Rhégia, větší část života strávil na ostrově Samos, kde se dožil relativně vysokého věku. Je jedním z devíti řeckých básníků zařazených do kánonu alexandrijskými učenci ve 3. století. Legendu o jeho smrti, podle níž byl při cestě do Korintu zavražděn loupežníky, kteří byli prozrazeni hejnem jeřábů, zpracoval v jedné ze svých balad Friedrich Schiller.